# Алашська автономія
Ала́шська автоно́мія (каз. Алаш Автономиясы) — національне державне утворення казахського народу у 1917—1920 роках. Алашська автономія була першою незалежною казахською державою, що існувала з часу анексії Казахського ханства Російською імперією в 1848 році. Алашська держава була першою спробою казахів побудувати сучасну державу на національній основі. Короткочасність існування автономії спричинена політикою більшовиків, які методами прямої агресії та інтриг привели Алаш до прямої інкорпорації в склад РРФСР.

## Історія

### Передісторія

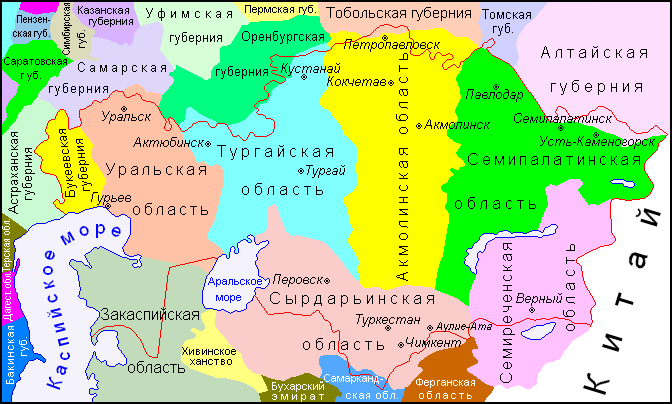
Казахстан в межах Російської імперії

Жовтневий переворот лідери партії «Алаш» зустріли насторожено. Захоплення влади більшовиками і лівими есерами нічого не давало казахському населенню, окрім декларування права на самовизначення, тоді як Установчі збори були реальним шансом на здобуття Казахстаном суверенітету в законному порядку. Саме тому лідери національно-визвольного руху почали активно готуватися до виборів в Установчі Збори.
З жовтня 1917 року почалася організація обласних відділень «Алаш» за активної підтримки місцевих казахських комітетів. Семипалатинське відділення партії очолив Х. Габасов, Омське — А. Турлибаєв, Тургайське — А. Бокейхан. Почалися активні переговори про утворення місцевих партійних організацій в південних повітах Казахстану. Одночасно партія проводила агітаційно-роз'яснювальну роботу в казахських аулах.

### Прихід до влади
Вибори в Установчі Збори, що пройшли наприкінці 1917 року показали, яким великим впливом серед народу користуються прихильники «Алашу». З трьох основних партійних списків у більшості повітів перемогу здобула партія «Алаш», далеко випередивши есерів і соціал-демократів. Так, в Тургайській та Уральській областях вона отримала 75 % голосів, в Семиріченській — понад 57 %. Наступним кроком на шляху побудови власної держави став Другий загальноказахський з'їзд (в документах Загальнокиргизький), що пройшов в Оренбурзі 5-12 грудня 1917 року.
З'їзд проходив в умовах розгорання громадянської війни в регіоні. З метою недопущення анархії в казахському степу делегати з'їзду прийняли два важливих рішення: про утворення автономії Алаш і формування власних збройних сил. До складу автономії повинні були увійти Букіївська Орда, Уральська, Тургайська, Акмолинська, Семипалатинська, Сирдар'їнська області, казахські повіти Ферганської і Самаркандської областей та Амудар'їнського відділу і окремі волості Алтайської губернії і Закаспійської області. Для управління автономією за рішенням Установчих Зборів обирався уряд Алаш — Народна Рада, або Алаш-Орда, в якому з 25 місць 10 надавалося козацтву і переселенцям. Головою Народної Ради було обрано А. Бокейхана. Складною проблемою стало питання щодо приналежності південних повітів Казахстану Алашській автономії.

### Розбудова автономії

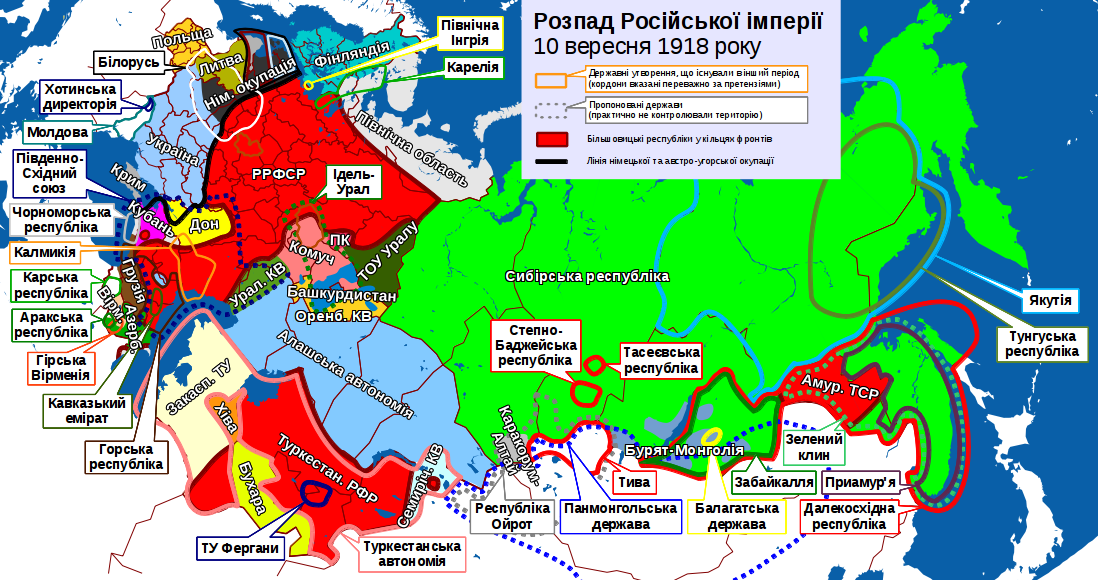
Алашська автономія на карті розпаду Російської імперії

У січні 1918 року в Сирдар'ї був скликаний обласний казахський з'їзд, основним питанням на якому стала проблема приєднання до автономії Алаш. В результаті бурхливих обговорень з'їзд прийшов до висновку про доцільність залишити Сирдар'їнську область у складі Туркестанської автономії і можливість приєднання до Алашу лише в разі створення військово-політичного союзу двох автономій.
Розгін більшовиками 6 січня 1918 року Всеросійських Установчих зборів, на які лідери національно-визвольного руху покладали великі надії, а також захоплення Оренбургу червоногвардійцями надзвичайно ускладнили становище Алаш-Орди. При слабкості засобів комунікацій і неможливості управляти всіма казахськими районами з одного центру, уряд Алаш поділився на частини. Східне відділення на чолі з А. Бокейханом розмістилося в Семипалатинську, Західне на чолі з Ж. Досмухамедовим і X. Досмухамедовим — у Жимпіти. Окремо діяла Семиріченська група Алаш-Орди. За таких обставин керівництво автономії Алаш вирішило розпочати переговори з Радянським урядом про взаємне визнання.
В березні 1918 року до Москви попрямували Ж. Досмухамедов і X. Досмухамедов для зустрічі з В. Леніним і Й. Сталіним. 19-20 березня відбулися телефонні переговори Сталіна з А. Бокейханом і його заступником X. Габбасовим. Радянські керівники визнавали правочинність рішень Загальноказахського з'їзду, але погоджувалися визнати автономію тільки в разі скликання загальноказахстанського (з'їзду всіх народів краю) з'їзду за участю місцевих Рад. У відповідь Алаш-Орда висунула свої вимоги, погоджуючись визнати Радянську владу тільки в разі підпорядкування місцевих Рад уряду Алашу до скликання Загальноказахстанських Установчих Зборів.
Такі вимоги були не в інтересах Москви і переговори були згорнуті. Одночасно Ленін і Сталін (як нарком у справах національностей) починають роботу зі створення альтернативного, більшовицького уряду Казахстану. Для цього при Народному комісаріаті у справах національностей було відкрито казахський відділ на чолі з більшовиками О. Жангельдіним і М. Тунганчіним, яким була доручена організація Загальноказахстанського з'їзду Рад для проголошення Радянської Казахської Автономії. Алаш-Орда, помітивши небажання Москви визнавати небільшовицьку, ліберально-демократичну казахську автономію, починає зближення з антибільшовицьким силами, в першу чергу, з лідером уральського козацтва Дутовим. Навесні 1918 року на території колишньої Російської імперії почалася громадянська війна, багато подій якої проходили безпосередньо в Казахстані.
В ході війни між більшовиками та їхніми супротивниками Алаш-Орда втратила контроль над більшою частиною території Казахстану. Відмова колчаківців надати казахам автономію з одного боку, і формальний заклик більшовиків до самовизначення народів з іншого призвів у 1918—1919 років до кризи Алаш-Орди і загибелі автономії Алаш.

### Криза Алашської автономії
Підтримавши навесні-влітку 1918 року антибільшовицьку коаліцію, Алаш-Орда почала формувати власні збройні сили, які вступили в боротьбу з Червоною Армією.
З уральським козацтвом було укладено угоду про сприяння в озброєнні і вишколі алашських полків. Особливо активну участь в громадянській війні взяли формування Східної частини Алаш-Орди, полки якої включалися до складу армії Аннєнкова та інших з'єднань білогвардійців. Однак політичні розбіжності призвели до відходу частини лідерів Алаш-Орди від опозиційної коаліції. Цьому сприяло і «великодержавне» ставлення білогвардійців до казахського населення, особливо з боку козацтва. Населення казахських волостей насильно мобілізовували на господарські роботи, в них реквізували худобу, непоодинокими були випадки грабунків, насильств і вбивств. Розчарований у своїх союзниках лідер Тургайської філії Алаш-Орди А. Байтурсінов в березні 1919 року почав переговори з Москвою про визнання Радянської влади.
Алашські полки, що діяли в районі Тургаю, увійшли до складу Червоної Армії, а сам О. Байтурсінов почав переговори з керівництвом Алаш-Орди в інших регіонах Казахстану, переконуючи їх відмовитися від підтримки білогвардійців. Наприкінці березня 1919 року в Жимпіти, ставку Західного відділення Алаш-Орди, був спрямований К. Таттібаєв для проведення секретних переговорів з Ж. Досмухаммедовим, в результаті яких Алаш-Орда зайняла позицію нейтралітету, значно послабивши позиції антибільшовицьких сил під час весняного наступу Колчака. Влітку переговори поновилися, але остаточний перехід на бік Радянської влади відбувся лише на початку зими.

### Перехід на бік Радянської влади

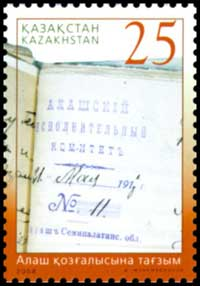
Поштова марка Казахстану, присвячена руху Алаш

Член Казахського революційного комітету Б. Каратай звернувся до лідерів Західної групи з листом про мирні пропозиції уряду РРФСР, і нарада керівників Алаш-Орди 10 грудня 1919 року в Кизил-Кузі прийняла постанову про перехід на бік Рад і початок бойових дій проти білогвардійців. 27 грудня алашські полки під червоними прапорами атакували штаб Ілецького корпусу в районі Кизил-Кугу і взяли в полон понад 500 осіб, в тому числі і командира корпусу генерала Аннєнкова. Західне відділення Алаш-Орди було реорганізовано в Кизил-Кугинський ревком, а її військові формування були направлені в район Ембінських нафторозробок для боротьби з відступаючими частинами генерала Толстова. Заявили про своє визнання радянської влади також керівники Східного відділення на чолі з А. Бокейханом.
Незважаючи на проголошену в листопаді 1919 року амністію всім політичним супротивникам, що визнали Радянську владу до 20 грудня 1919 року, відносини нових союзників були непростими. На початку 1920 року в Семипалатинську був заарештований А. Бокейхан та ряд інших активних діячів Алаш-Орди зі звинуваченням у співпраці з білогвардійцями, і тільки втручання Казахстанського і Семипалатинського ревкомів, які вказали, що алаш-ординці брали участь у підготовці анти-колчаківського повстання наприкінці війни, змусили військову владу звільнити їх від арешту. Всі активні учасники антирадянського руху були відсторонені від участі в політичному житті, а лідери Західного відділення Жаханша Досмухамедули, Халела Досмухамедули, Іса Кошкінбаюли, Карім Жалелули і Беркінгалі Атшибаюли були вислані за межі Казахстану. Алаш-Орда була ліквідована, і вся повнота влади на території Казахстану перейшла до рук територіальних революційних комітетів.

## Політичний устрій
Держава була парламентською але, по суті, партократичною республікою, оскільки місцеві органи влади фактично були місцевими осередками партії Алаш-орда. Панування однієї партії було викликане практичною відсутністю інших казахських партій національного спрямування. Існує версія, що дану модель держави було запозичено у більшовиків, які на партократичній основі швидко створили централізований державний апарат.

### Діячі Алашської автономії

Бокейхан А.
Байтурсинов А.
Дулатов М.
Тинишбаєв М.
Жумабаєв М.

- Алжанов Отинши
- Аманжолов Садик
- Акбаєв Жакіп
- Байтурсинов Ахмет
- Бекімов Молданіяз
- Бірімжанов Ахмет
- Бокейхан Аліхан Нурмухамедули
- Габбасов Халел
- Досмухамедов Жаганша
- Досмухамедов Халел
- Дулатов Міржакіп
- Ермеков Алімхан
- Жакіпбаєв Нусіпбек
- Жанайдаров Сеїлбек Мейрамули
- Жумабаєв Магжан Бекенули
- Кулманов Бактикерей
- Маметов Базарбай
- Сабатаєв Сатілган
- Солтоноєв Белек Солтонкелди уулу
- Танашев Уалітхан
- Тинишбаєв Мухаметжан
- Тієсов Елдес Омарули
- Турлибаєв Айдархан
- Шокай Мустафа
- Шонанов Телжан[11]

- Бокейхан А.
- Байтурсинов А.
- Дулатов М.
- Тинишбаєв М.
- Жумабаєв М.

## Населення
За даними Всеросійського перепису населення 1897 р. на території краю в межах нинішніх кордонів проживало 4147,8 тис. осіб, з них 3392,7 тис. або 81,7 % казахів. До 1914 р. загальна чисельність населення краю склала 5910,0 тис. чол., З них казахів — 3845,2 тис. чол., Тобто 65,1 %. Зростання населення краю крім інших джерел відбувався в основному за рахунок переселенців, які особливо після столипінської аграрної реформи масовим потоком прямували до Акмолинської, Семирічинської і Тургайської області. Це привело до того, що на час заснування автономії Алашу її землі були дуже строкаті за національним складом.
На початку XX ст. в землях Алашу відбувався процес зростання міського населення. У всіх областях міське населення в 1897—1914 рр.. виросло більш ніж у півтора рази. Великими містами були Уральськ (47,5 тис. чол.), Петропавловськ і Вірний (по 43,2 тис.), Семипалатинськ (34,4 тис.). Більшість міст, виникнувши як адміністративні центри, швидко перетворювалися в центри торгівлі та обробної промисловості.

## Економіка алашських земель

### Сільське господарство

Казахи біля юрти

Основне населення Казахстану жило в сільській місцевості і займалося напівкочовим скотарством, для якого характерна пасовищне-напіввигінна система утримання худоби, заняття землеробством, сінокосіння та ін. Казахи розводили коней, овець, велику рогату худобу, верблюдів і кіз.
В кінці XIX-початку XX ст. в Казахстані все більшого поширення набуває землеробство. За даними 1897 р., питома вага казахів серед населення, зайнятого землеробством, становила — 55,4 %.
Землеробство переважало в Шимкентському і Ауліє-Атинському повітах Сирдар'їнської області, де на кожне землеробське господарство припадало до 10,7 дес. посіву. У Капальському повіті Семирічинської області в 1910 р. землеробством займалося 81 % казахських господарств, а в Вірнинській — 79,3 %. У Кустанайському повіті землеробством займалося — 88 % казахських господарств, які засівали 107440 десятин.
Значну роль у розвитку землеробства зіграли переселенці. Швидке поширення землеробства серед казахського населення, освоєння нових сільськогосподарських знарядь і прийомів обробки ґрунту, попит ринку на зернові та фуражні культури сприяли тому, що більше місце в посівах стали займатиме пшениця, ячмінь і овес. Розширюються посіви рису, баштанних і городніх культур.

### Промисловість
У басейнах р. Урал, Емба, Іртиш, на Аральському і Каспійському морях розвивалося рибальство. Ця галузь стала промисловою. Традиційними центрами вилову риби були озера Зайсан і Балхаш. Переважна більшість озер, де добувалася кухонна сіль, знаходилися в північно-західній і західній частині Казахстану.
У Казахстані в основному розвивались гірничодобувні і обробні підприємства. Гірнича промисловість розвивалася на Алтаї і в Центральному Казахстані, де розроблялися багаті родовища кольорових металів і вугілля.
Однією з головних галузей гірничої промисловості краю на початку XX ст. був видобуток золота. У Караганді, Саранську розроблялися вугільні родовища, видобуте вугілля залізницею і водним шляхом доставлявся в Пермську губернію, Омськ і Барнаул, а також у Павлодар та інші міста краю.
У Західному Казахстані, Урало-Ембінському районі добувалася нафта.
У цілому ж, у промисловості краю переважали підприємства з переробки сільськогосподарської сировини: шкіряні, салотопні, миловарні, винокурні, маслоробні і інші
У Семирічинській, Акмолинській і Семипалатинській областях розвивались вовняно-суконні фабрики, м'ясоконсервні заводи, в яких особливу зацікавленість виявляло військове відомство, а також борошномельно-круп'яна промисловість.
У Південному Казахстані крім дрібних підприємств з обробки сировини розвивалася також і бавовноочисна промисловість. На початку XX століття в Шимкенті було побудовано чотири бавовноочисних заводи.
Рибні промисли розвивалися в Волзько-Каспійському басейні, Урало-Ембінському краї, на Аральському морі, на Іртиші, Балхашському і Зайсанському озерах.
Чисельність робітників у краї на 1913 р. досягла 75 тис. чоловік. У Казахстані налічувалося 675 фабрично-заводських підприємств, де працювало 51 тис. робітників, з них у великій промисловості понад 19 тис. На залізничному і водному транспорті було зайнято понад 25 тис. робітників. У роки першої світової війни кількість робітників збільшилася на підприємствах великої промисловості і транспорту. У 1917 р. напередодні і в період Жовтневого перевороту чисельність робітників Казахстану становила близько 90 тис. чол.
Примітивні знаряддя праці (клин, кайло і лопата) на гірничих підприємствах, відсутність елементарних заходів безпеки працю а приводили до масового травматизму, з частими випадками каліцтва та смерті. Більшість робітників не мали житла, лише близько 40 % тулилися в жалюгідних халупах, землянках і бараках, тому за відсутності медичного обслуговування та санітарно-гігієнічних умов серед робітників та їх сімей часто виникали епідемії та інфекційні захворювання.
Через перебування промисловості переважно в руках росіян становище казахських робітників було дуже складним, праця казаха оцінювалась значно менше, ніж росіянина.

### Транспорт
До 1917 р. в Казахстані було прокладено всього 2793 версти залізниць, з них 2557 верст були дорогами загального користування і лише 236 верст місцевого значення.
У Семипалатинській області через відсутність залізниць користувалися водним шляхом. Вантажі Іртишем перевозили пароплавні компанії «Західно-Сибірське товариство пароплавства і торгівлі» та ін. У 1911 Іртишем ходили 73 пароплави і 214 непарових судів і барж, основна частина яких була зайнята перевезенням вантажів між Омськом і Семипалатинськом.
У краї широко використовувався гужовий транспорт. Вантажі перевозили за маршрутом Семипалатинськ — Вірний — Ташкент, Оренбург — Гур'єв, Петропавловськ — Кокчетав — Акмолинськ тощо.

## Причини поразки
Основними причинами кризи та ліквідації Алаш-Орди стало неприйняття ідеї автономізації її союзниками по антибільшовицькій коаліції з одного боку, і обіцянка надати казахам найширші політичні права аж до самовизначення з боку радянської влади. В умовах громадянської війни, розвалу економіки та відсутності зв'язку між відділеннями Алаш-Орди її лідерам не залишалося нічого іншого, як перейти на бік влади Рад.

## Позиція казахстанської історичної науки щодо Автономії Алаш
Відразу після встановлення радянської влади на території Казахстану, сам факт функціювання цього державного утворення був визнаний об'єктивним процесом і характеризувався актом національно-визвольної боротьби казахів проти царського режиму. Зокрема в брошурі «Алаш-Орда. Краткий исторический очерк о национально-буржуазном движении в Казахстане периода 1917—1919 гг.», її автор А. К. Бочагов, спробував з цих позицій показати історію руху «Алаш». «Спершу вона (Алаш-Орда) — виступала проти імперіалістичного царського самодержавства, і тоді вона була прогресивною революційною силою, її підтримували маси в більшій мірі»
В цьому виражалась її, на думку Бочагова, об'єктивно-революційна роль. Розвиток руху «Алаш» відбувається по висхідній лінії, вищою точкою є Грудневий, 1917 р., з'їзд в Оренбурзі. Там і відбулося, на думку А. К. Бочагова, «повне організаційне оформлення партії „Алаш“ та вироблена політична програма». Класовий характер у висвітленні історії руху «Алаш», вузькі хронологічні рамки не дозволили А. К. Бочагову розкрити причини виникнення і соціальну природу руху. Його оцінні позиції цілковито збігалися з офіційно прийнятою схемою висвітлення даної проблеми.
Потім у ході виконання плану політики Малого Жовтня, її автор Голощокін починає робити нападки на алашський пласт інтелігенції. Це відчувається і в офіційній історіографії. В 1929 році був упорядкований та виданий збірник документів та матеріалів «Алаш-Орда» під редакцією Н. Мартиненко з передмовою У. Ісаєва (редактори журналу «Ак Сана»). В нього ввійшли програмні документи, протоколи з'їздів представників киргизького (тобто казахського) народу, листування уряду Алаш-Орди з керівниками білого руху в Сибіру і на Уралі, дії керівників на різних етапах громадянської війни і т. д.

Голощокін — ініціатор «Малого Жовтня»

Варто відзначити, що більшість документів, які показують роботу Всеказахських з'їздів, сама програма (вірніше, її проект) партії «Алаш» були видані в збірнику у перекладі на російську мову. При цьому текст перекладу свідомо спотворювався, а неточності або фальсифікації змісту деяких документів давали привід ідеологічним і карним органам розгорнути активну кампанію по цькуванню лідерів та учасників руху..
Після публікації в журналі «Пролетарська революція» в 1931 р. № 6 листа Сталіна «Про деякі питання історії більшовизму» перед казахстанськими комуністами ставилась задача консолідувати сили для «підвищеної пильності в боротьбі проти чужих нам теорій». Особливу увагу відводиться боротьбі на «історичному фронті», де знову відновлюються «викриття» учасників руху «Алаш» та їх ролей в революційному русі краю. На початку 1930-х рр. в працях продовжувала домінувати партійна теза «про об'єктивно-революційну роль» руху «Алаш» у період I російської революції і про його «контрреволюційне переродження» після. Так, автор праці «Вісник Казахстану» Е. Федоров класифікував рух як «суб'єктивно контрреволюційний, пов'язаний з надіями на перемогу російської буржуазії», в той же час він «набував значення об'єктивно-революційного» в боротьбі з самодержавством.
Остаточне рішення по вивченню історії руху «Алаш» було винесено на I з'їзд Компартії Казахстану (5-12 червня 1937 р.). Ці рішення зберегли свою силу і в наступні роки. Одною з визначальних була партійна установка на показ «контрреволюційної та продажної сутності Алаш-Орди на прикладах повстання трудящих мас 1916 р. і на прикладах громадянської війни». Все це було необхідно для «розгрому і розвінчання невірної та шкідливої теорії про об'єктивно-революційну роль алашської інтелігенції». Саме по даній схемі відбувалось висвітлення історії руху «Алаш» у казахській історіографії аж до кінця 1980-х рр. XX ст.
Сучасна казахстанська історіографія повністю реабілітувала Алашську автономію і відзначає її величезну роль у казахському державотворенні та визнає її попередницею незалежної Республіки Казахстан.

## Цікаві факти
- За основу прапора Алашської автономії був взятий прапор Османської імперії — тодішнього оплоту пантюркізму.